# Chauvin
Chauvin – jednostka osadnicza w Stanach Zjednoczonych, w stanie Luizjana, w parafii Terrebonne.